# Josef Pfitzner
Josef Pfitzner (* 24. März 1901 in Petersdorf, Österreichisch-Schlesien; † 6. September 1945 in Prag) war ein deutschböhmischer Historiker und nationalsozialistischer Kommunalpolitiker.

## Leben
Pfitzner wurde 1901 als Sohn eines Landwirtes geboren. Nach einem Studium der Geschichte in Prag, während dem er dem Verein deutscher Studenten Oppavia im Waidhofener Verband beitrat, avancierte Pfitzner 1930 zum Professor für osteuropäische Geschichte an der deutschsprachigen Karl-Ferdinands-Universität in Prag. Als einer der wenigen deutschböhmischen Historiker fand Pfitzner bis Mitte der 1930er Jahre auch unter tschechischen Kollegen Anerkennung, stand er doch in der Tradition der „aktivistischen“ Mehrheit der Deutschböhmen und Deutschmährer der 1920er Jahre, die eine Zusammenarbeit mit der tschechischen Politikerelite praktizierte. Josef Pekař, damals einer der bedeutendsten tschechischen Historiker, bezeichnete Pfitzner wohlwollend als „tschechisch-deutschen Geschichtsschreiber“.
Nach dem Wahlsieg der Sudetendeutschen Partei (SdP) im Jahr 1935 radikalisierte sich Pfitzner jedoch und wurde zum überzeugten SdP- bzw. NSDAP-Aktivisten. In seiner Konrad Henlein gewidmeten Abhandlung Sudetendeutsche Einheitsbewegung schrieb er unter anderem, dass seine wissenschaftliche Aufarbeitung „der lebendigen Politik als taugliches Hilfsmittel, notfalls als Waffe dienen“ solle. Bereits im Mai 1938 war er Fraktionsvorsitzender der Prager SdP. Als Vertrauensmann Konrad Henleins traf sich Pfitzner 1938 mit dem sozialdemokratischen  Spitzenpolitiker Wenzel Jaksch, um diesen – allerdings vergeblich – zu einem Beitritt der Deutschen sozialdemokratischen Arbeiterpartei (DSAP) zur „sudetendeutschen Einheitsfront“ zu gewinnen.
Pfitzner wurde am 15. März 1939, dem Tag der deutschen Besetzung des tschechischen Teils der bisherigen Tschechoslowakischen Republik, zum Stellvertreter des Primators (2. Bürgermeister) von Prag und kontrollierte in dieser Funktion nunmehr seinen formellen tschechischen Vorgesetzten, den Prager Primator (Bürgermeister) Otakar Klapka. Am 12. März 1939 beantragte Pfitzner die Aufnahme in die NSDAP und wurde zum 1. April desselben Jahres aufgenommen (Mitgliedsnummer 7.098.630). Er schloss sich auch der SA an, in der er den Rang eines Standartenführers erhielt. Wegen seines rigorosen Eintretens für eine Germanisierung Prags (u. a. Straßenumbenennungen) geriet Pfitzner mit Klapka in Konflikte und denunzierte diesen wiederholt beim Staatsminister für das 1939 geschaffene Reichsprotektorat Böhmen und Mähren, dem sudetendeutschen NSDAP-Funktionär Karl Hermann Frank. Klapka wurde tatsächlich 1940 wegen seiner verdeckten Kooperation mit dem tschechischen Widerstand verhaftet und 1941 hingerichtet, doch scheinen unter der Folter erpresste Aussagen tschechischer Widerständler dafür entscheidend gewesen zu sein. Klapkas Nachfolger als Primator wurde der pensionierte Landes-Vizepräsident Alois Říha, der bis 1945 amtierte.
Pfitzner arbeitete intensiv daran, Prag „judenfrei“ zu machen, d. h. die Deportation Prager Juden in die Vernichtungslager auf dem Gebiet des besetzten Polens voranzutreiben, um deren Wohnungen und Mobiliar an deutsche „Volksgenossen“ umzuverteilen. Dennoch war er beim 1941 eingesetzten stellvertretenden Reichsprotektor SS-Obergruppenführer Reinhard Heydrich nicht wohlgelitten, der offenbar die Ablösung Pfitzners erwog. Heydrichs Ermordung durch tschechische Widerstandskämpfer Mitte 1942 rettete dem Prager Vizebürgermeister das Amt bis zum Zusammenbruch des Großdeutschen Reiches im Mai 1945. Zwischenzeitlich wurde ausgerechnet Pfitzner zu einem führenden Exponenten des Heydrich-Gedenkkultes in Prag.
Unmittelbar nach Kriegsende wurde Pfitzner verhaftet, vor dem außerordentlichen Volksgericht Prag angeklagt und – nicht zuletzt wegen seiner Rolle im Fall Klapka – zum Tode verurteilt. Er wurde auf dem Platz vor dem Gericht im Prager Stadtteil Pankrác öffentlich vor 50.000 Zuschauern gehängt.
In der Sowjetischen Besatzungszone wurden mehrere Schriften und Sammlungen mit Ansprachen Pfitzners auf die Liste der auszusondernden Literatur gesetzt.

## Werke (Auswahl)
- Geschichte der Bergstadt Zuckmantel in Schlesien bis 1742. Mit besonderer Berücksichtigung der Stadt- und Bergrechtsgeschichte. Zuckmantel 1924.
- Das Erwachen der Sudetendeutschen im Spiegel ihres Schrifttums bis zum Jahre 1848. Augsburg 1926.
- Großfürst Witold von Litauen als Staatsmann. Brünn 1930.
- Bakuninstudien. Prag 1932, Neudruck Berlin 1977.
- Sudetendeutsche Geschichte. Reichenberg 1935, 2. Auflage 1937.
- Josef Pekar: Der Sinn der tschechischen Geschichte. Eingeleitet v. Josef Pfitzner, Brünn / Leipzig / Wien 1937.
- Sudetendeutsche Einheitsbewegung. Werden und Erfüllung. Karlsbad / Leipzig 1937.
- Das Sudetendeutschtum. Köln 1938, 2. Auflage 1940.
- Kaiser Karl IV. Prag 1938.
- Das tausendjährige Prag. Mit Bildern von Franz Höch. Bayreuth 1940, 2. Auflage 1941, 3. Auflage 1943.
- Reise in ein „Paradies“. Erlebtes und Erkanntes aus der Sowjetunion. Bayreuth 1942, 2. Auflage 1943.
- Die Hauptstadt Prag ehrt das Andenken Reinhard Heydrichs. Ansprachen von J. Pfitzner und J. Kliment. Prag 1943.
- mit Franz Teuner (Hrsg.): Die tschechische Jugend und der Reichsgedanke. 2. Verleihung der Ehrengabe der „Reinhard-Heydrich-Gedächtnisstiftung der Hauptstadt Prag“ mit Ansprachen. Prag 1944.